# Aartsbisdom Yangon
Het aartsbisdom Yangon (Latijn: Archidioecesis Yangonensis) is een rooms-katholiek aartsbisdom met als zetel Yangon, voormalige hoofdstad van Myanmar. De aartsbisschop van Yangon is metropoliet van de kerkprovincie Yangon, waartoe ook de volgende suffragane bisdommen behoren:
- Hpa-an
- Mawlamyine
- Pathein
- Pyay

## Geschiedenis
Het aartsbisdom werd opgericht op 27 november 1866, als het apostolisch vicariaat Southwestern Burma, uit delen van het apostolisch vicariaat Burma dat in drie delen werd gesplitst en werd opgeheven. Op 19 juli 1870 veranderde het van naam naar apostolisch vicariaat Southern Burma. Op 7 mei 1953 veranderde het nogmaals van naam naar apostolisch vicariaat Rangoon. Op 1 januari 1955 werd het verheven tot metropolitaan aartsbisdom. Op 8 oktober 1991 veranderde het naar de huidige naam, aartsbisdom Yangon. 
Het aartsbisdom verloor meermaals gebied bij de oprichting van de bisdommen Bassein (1955), Mawlamyine (1993) en Hpa-an (2009).

## Parochies
Het aartsbisdom had in 2022 een oppervlakte van 47.192 km2 en telde 12.437.000 inwoners waarvan 0,5% rooms-katholiek was.

## Ordinarii

### Apostolisch vicarissen
- Paul Ambroise Bigandet (12 augustus 1870 - 19 maart 1894)
- Alexandre Cardot (19 maart 1894 - 18 oktober 1925; coadjutor sinds 21 maart 1893)
- Félix-Henri-François-Donatien Perroy (18 oktober 1925 - 10 april 1931; coadjutor sinds 11 mei 1920)
- Frédéric-Joseph-Marie Provost (10 april 1931 - 27 september 1952; coadjutor sinds 20 mei 1929)

### Aartsbisschoppen
- Victor Léon Jean Pierre Marie Bazin (apostolisch vicaris: 7 mei 1953, aartsbisschop: 1 januari 1955 - 19 juni 1971)
- Gabriel Thohey Mahn-Gaby (19 juni 1971 - 30 september 2002; coadjutor sinds 9 november 1964)
  - Raymond Saw Po Ray (hulpbisschop: 3 juli 1987 - 22 maart 1993)
  - Sotero Phamo (apostolisch administrator: 30 september 2002 - 24 mei 2003)
- Charles Maung Bo (15 mei 2003 - heden; kardinaal in 2015)
  - Justin Saw Min Thide (hulpbisschop: 16 juli 2007 - 24 januari 2009)
  - John Saw Yaw Han (hulpbisschop: 30 december 2014 - 4 november 2022)
  - Noel Saw Naw Aye (hulpbisschop: 10 november 2020 - heden)
  - Francis Than Htun (hulpbisschop: 26 maart 2024 - heden)
  - Raymond Wai Lin Htun (hulpbisschop: 27 december 2024 - heden)

## Galerij van afbeeldingen

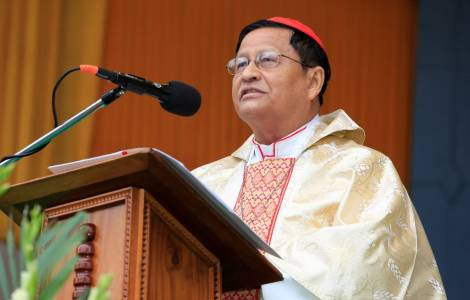
Aartsbisschop Charles Maung Bo (2003-heden), kardinaal in 2015